# Miloš Řezník
Miloš Řezník (* 28. října 1970 Rychnov nad Kněžnou) je český historik.

## Život
Vystudoval gymnázium v Hradci Králové (dnešní Gymnázium Boženy Němcové). V letech 1989 až 1994 studoval historii na pražské Karlově univerzitě a v roce 1999 zde pod vedením Miroslava Hrocha obhájil disertační práci věnovanou patriotismu a kolektivním identitám v Královském Prusku v 18. století. V letech 1995 až 1996 působil na Ministerstvu zahraničních věcí České republiky. Mezi lety 1998 až 2001 Řezník pracoval jako vědecký pracovník v Ústavu světových dějin Filozofické fakulty Univerzity Karlovy, a částečně na katedře historie na Technické univerzitě v Liberci, přednášel též na Univerzitě Marie Curie-Skłodowské v Lublině. V roce 1998 byl stipendistou Herderova ústavu v Marburgu, v roce 2012 Polské historické mise při Univerzitě Würzburg.
V letech 2001-2002 pracoval jako vědecký pracovník v Humanitněvědném centru pro dějiny a kulturu středovýchodní Evropy (Geisteswissenschaftliches Zentrum Geschichte und Kultur Ostmitteleuropas - GWZO) v Lipsku. Od roku 2002 do 2008 vyučoval jako juniorprofessor na Technické univerzitě v Chemnitz evropskou regionální historii. Na konci roku 2007 se habilitoval na Univerzitě Palackého v Olomouci. V roce 2009 byl na Technické univerzitě v Chemnitz jmenován profesorem evropských regionálních dějin, v letech 2009-2014 zde vykonával funkci proděkana filozofické fakulty. V roce 2013 obdržel výzvu k převzetí profesury evropských regionálních dějin na univerzitě v Salcburku, kterou odmítl. V letech 2014-2024 působil po dvě funkční období jako ředitel Německého historického ústavu ve Varšavě, v letech 2017 a 2018 vytvořil jeho stálé pobočky ve Vilniusu a Praze. Po návratu na univerzitu v Chemnitz se v říjnu 2024 stal ředitelem jejího Ústavu evropských studií a historických věd.
Od roku 2009 je předsedou české sekce Česko-německé a německo-slovenské komise historiků, současně je od r. 2016 členem Německo-ukrajinské komise historiků. Od roku 2017 je předsedou německo-polské učené společnosti Societas Jablonoviana v Lipsku, od roku 2007 je členem vědecké rady společnosti Collegium Bohemicum v Ústí nad Labem a jedním ze zahraničních členů Kašubského institutu v Gdaňsku. V roce 2023 byl jmenován zahraničním členem Polské akademie věd a umění (Polska Akademia Umiejętności) v Krakově. V letech 2020-2023 byl jedním z vedoucích editorů časopisu Journal of Modern European History.
Badatelsky se zabývá dějinami střední Evropy, Polska, habsburské monarchie, problematikou kolektivních identit, historické paměti, regionálních hnutí a proměnami společenských elit, zejména v 18. a 19. století. Přeložil z kašubštiny do češtiny hlavní dílo kašubské literatury - román Život a příhody Remusovy Aleksandra Majkowského. Překlad obdržel v roce 2024 finální nominaci na literární cenu Magnesia litera a tvůrčí ocenění Obce překladatelů. 

## Dílo
- Pomoří mezi Polskem a Pruskem: Patriotismus a identity v Královských Prusech v době dělení Polska, Praha: Karolinum 2001.
- Polsko, Praha: Nakladatelství Libri 2002.
- Formování moderního národa: Evropské "dlouhé" 19. století, Praha: Triton 2003.
- Bělorusko, Praha: Nakladatelství Libri 2003.
- Sasko. Praha: Nakladatelství Libri, 2005.
- W. W. Tomek, historie a politika (1818-1905) (vydavatel), Pardubice: Univerzita Pardubice 2006.
- Za vaši a naši svobodu: Století polských povstání (1794-1864), Praha: Argo 2006.
- Grenzraum und Transfer: Perspektiven der Geschichtswissenschaft in Sachsen und Tschechien (vydavatel) Chemnitzer Europastudien sv. 5, Berlín: Duncker & Humblot 2007.
- Dějiny Polska v datech, Praha: Nakladatelství Libri 2010.
- Philipp Dulichius: Musik, Kultur und Lebenswelten zwischen Sachsen und Pommern (vydavatel), Beeskow: ortus musikverlag 2014.
- Society and Nation in Transnational Processes in Europe (vydavatel spolu s Ralphem Schattkowskym), Newcastle upon Tyne: Cambridge Scholars Publishing 2015.
- Neuorientierung einer Elite: Aristokratie, Ständewesen und Loyalität in Galizien (1772-1795), Frankfurt am Main: Peter Lang 2016.
- Dějiny Polska, Praha: Nakladatelství Lidové noviny 2017 (spoluautoří Jiří Friedl, Tomasz Jurek a Martin Wihoda).
- Paměť - expozice - ukládání: Muzealizace dějin v česko-německo-slovenském kontextu (vydavatel spolu s Martinem Schulze Wesselem a Dušanem Kováčem), Praha: Masarykův ústav a Archiv AV ČR 2017.
- Deutsche, Tschechen und Slowaken im 20. Jahrhundert: Materialien für Geschichtsunterricht (vydavatel spolu s Martinem Schulze Wesselem a Dušanem Kováčem), Frankfurt am Main: Wochenschau Verlag 2020.
- After the Peace Treaty of Versailles (1919): New Order of Central Europe (vydavatel spolu s Dariuszem Makiłłou), Wiesbaden: Harrassowitz 2020.
- Staat und Aristokratie in imperialer Provinz: Ständewesen, Elite und Loyalität in Galizien (1795-1817), Wiesbaden: Harrassowitz 2024.
- Regionalität im Fluss: Die kaschubische Bewegung - Zugehörigkeit, Raum und Geschichte (1840-1920), Osnabrück: fibre 2024